# Bourse des vols
Pour les articles homonymes, voir BDV.
Bourse des vols (BDV) est un service en ligne de ventes de billets d'avion. Ce service a été créé en 1997 sur Minitel, puis, en 2000 sur Internet. Il est exploité par la société Viaticum

## Historique

Ancien logo.

Le service minitel 3615 Bourse des vols est créé en février 1997. Il devient rapidement le 3e service minitel français le plus visité. En 1999, l'offre s'agrandit avec la création de Bourse des Voyages qui propose en plus des vols secs, des voyages organisés. Un comparateur de vol sera ensuite lancé: Voldiscount.com.
En février 2000, le site www.bdv.fr est lancé. Il fait partie l'année suivante des dix principaux sites d'e-tourisme. Depuis 2002, de nombreux partenariats ont été créés notamment avec Go Voyages, AVIS...
Le 13 octobre 2003, la société mère de Bourse des vols, Viaticum, a fait condamner Google par la cour d'Appel de Versailles. Il a été reproché à Google de vendre comme mot-clé, les noms de marque "Bourse des vols" et "Bourse des voyages", via sa régie publicitaire AdWords alors que les marques étaient déposées à l'INPI. En 2010, la Cour de justice européenne a relativisé cette décision en indiquant que les juridictions nationales devaient juger au cas par cas.
Le 11 janvier 2021, le site "bdv.fr" a été piraté et la base de données a été partagée sur un forum de piratage du dark web le 16 janvier suivant. Elle contenait environ 1,5 million d'enregistrements d'utilisateurs, dont des adresses électroniques, des numéros de téléphone, des dates de naissance, des vols réservés ou déjà réalisés et des données partielles de cartes de crédit.
Le 21 novembre 2022, devant le tribunal de commerce de Paris, Bourse-des-vols.com a fait condamner la société américaine Tripadvisor LLC pour dénigrement. A ce titre, la société américaine Tripadvisor LLC a dû verser 50 000 € de dommages-intérêts ainsi que 7 000 € au titre de l’article 700 du code de procédure civile,.
Le 8 octobre 2023, la société Viaticum est mise en liquidation judiciaire .

## Récompenses
La Banque de France a attribué à Bourse des Vols la cotation "H4" en août 2017, qui certifie sa capacité à honorer l'ensemble de ses engagements financiers sur un horizon de trois ans.